# 19. skupina specialnih sil (ZDA)
19. skupina specialnih sil (izvirno angleško 19th Special Forces Group) je vojaška specialna enota, ki je del Specialnih sil (oz. Zelenih baretk) Kopenske vojske. Je ena izmed dveh skupin specialnih sil, ki so del Nacionalne garde.
Skupina je zadolžena za pokrivanje Jugovzhodne Azije.